# 소련파
소련파(蘇聯派)는 조선민주주의인민공화국에 있었던 정치단체였다. 이들은 한국 전쟁과 8월 종파 사건 때 연안파와 함께 거의 대부분 숙청되었다.

## 평양 진입
해방 직후 소련군정을 지원하기 위해 파견된 소련 국적 한인의 2세로 입북 시기에 따라 1진부터 5진으로 분류된다. 이들 외에 해방전 김일성이 속했던 소련의 제88국제여단 (소련)에 소속되었던 만주 빨치산 출신 아닌 소련의 고려인도 다수 있으며, 이들 대다수는 다른 소련파들보다 조금 일찍 김일성과 함께 입북하였지만 소련파에 속한다고 볼 수 있고, 소련파 숙청 때 함께 숙청 당했다.

### 1진
총 40여명 규모로 1945년 8월 9일 대일 전투에 앞서 첩보공작을 하다 해방을 맞은 박창옥, 한일무, 이학용, 김원길, 김성훈 등과 대일전투에 참가한 정률(해군군관, 본명 정상진(鄭尙進, 1918~2013)), 최종학(대위), 최흥국(대위), 최표덕(중좌), 정학준(군관), 최왈렌친(상위), 해방 이후인 1945년 8월 29일 소련 진주군 제25군의 7부(군정치부)와 함께 평양에 들어간 강미하일 소좌, 오기찬 대위를 비롯한 전동혁(시인), 조기천(시인), 임하(극작가), 김세일(소설가), 김원봉, 김성화, 박기호, 이봉길 등 민간인들이 이에 해당한다.

### 2진
총 53명 규모로 1945년 10월 중순 경 평양에 도착한 박영빈, 김일, 박길용, 박태섭, 허학철, 천률, 박춘, 김단, 천의완, 오표돌, 박태준 등 주로 소련 사범대학 혹은 러시아어 학과 출신들이다.

### 3진
1945년 12월 초순 경 평양에 도착했으며, 조만식에 대한 광범위한 지지에 대응하기 위해 소련군 사령부가 소련 정부에 공산당 조직과 정치·행정에 경험이 있는 한인을 요청한 데에 따라 파견되어 이후 요직을 담당하는 이들이 많이 포함되어 있다.
허가이(당부위원장), 박의완(내각부수상), 방학세(사회안전상), 김재욱(평남도당위원장·군총정치국장), 강상호(내무성 부상), 이춘백(군정찰국장), 김택영(사법성 부상), 기석복(로동신문 주필), 김승화(내각사무국장·건설상), 김렬(함북 도당위원장·공업성 부상), 허빈(황북 도당위원장), 김동철(최고재판소 부소장), 김찬(조선은행 총재·재정성부상), 김영수(도인민위원회 위원장), 박영(도당위원장), 정국록(민주조선 주필·정전위 수석대표), 고히만(임업상·중앙당 부장), 박창식(자강도인민위원장), 안동수(사단정치부장), 이동건(외무성 부상) 등이 이에 해당한다.

### 4진
1946년 여름에 평양에 도착한 기술자 및 간부 그룹으로 남일(인민군 총참모장·외무상·내각부수상), 장익환(교육성 부상), 김동학(최고검찰소 부소장), 박원무(전기성 부상), 김영삼(전기성 부상), 김학인(내각호위처장), 박일(김일성대 부총장), 김이노겐치(건설성 부상), 천치억(도로국장), 이문일(조선통신사 사장), 정철우(기갑여단장), 장주익(과학원 서기장) 등 36명이 이에 해당한다.

### 5진
1946년 9월에는 주로 러시아어 교원으로 구성된 20여명이 평양에 도착한다. 박병률(강동정치학원장), 주광무(내무성 예심처장), 오기흥(체신성부상), 박라오니드(수송대 대장), 김칠성(해군참모장), 장돈야(여·김일성대 교수), 강소피아(여·당중앙학교 교원), 심수철(인민군 간부국 부국장), 이황용(인민군 병기국장), 김용수(출판지도국장), 박일영(체코대사), 김광(무역성부상), 허익(중앙당학교장) 등이 이에 해당한다.

### 88여단 출신 고려인
김일성과 함께 88 여단에서 복무했던 만주 빨치산 출신 아닌 소련의 고려인들이다. 김일성과 같이 소련 군함을 타고 1945년 9월 19일 원산항으로 입북하여 평양으로 왔다. 유성철 (인민군 작전국장), 최원 (인민군 정찰국장), 김창국 (인민군 정찰부국장), 이동화 (군의 총국장, 김일성 주치의) 등이 이에 속한다.

## 북조선노동당
1946년 8월 북조선노동당 창립대회 당시 선출된 중앙위원 43명 중 소련파는 허가이, 박창식, 김열, 김재욱, 태성수, 한일무, 전성화, 김영태 등 8명으로 대부분 친김일성 성향을 가진 국내파와 함께 빨치산파의 김일성을 지원하며 권력의 실세에 있었다.
이후 1948년에 열린 2차 당대회에서는 총 67명의 중앙위원 중 허가이, 박창옥, 김재욱, 김열, 한일무, 이희준, 김승화, 기석복, 태성수, 박창식, 이동화, 방학세, 김영수, 김찬 등 14명이 선출 되어, 빨치산파와 함께 중앙위원 숫자가 크게 늘어나며 김일성의 입지를 강화 하였다.

## 숙청
1956년 2월 소련 공산당 제20차 대회에서 스탈린 개인 숭배가 비판된 것이 계기가 되어 수정주의를 받아들이고 정치적으로 세력화하여 최창익 등의 연안파와 함께 김일성에 도전했으나 1956년 8월 종파 사건과 12월 전원회의를 거치면서 숙청되었다.

## 생사확인 추진
국제인권옹호 한국연맹 은 북조선의 당정 고위직을 지낸 45명의 소련파에 대한 생사여부 확인을 요청하는 청원서를 유엔인권위원회와 국제적십자사, 유엔주재 남·북 대사 등에 제출한 바 있다. 청원서가 제출된 직후 소련파 생사확인 문제를 협의하기 위해 국제인권옹호 한국연맹을 찾은 '조선민주통일구국전선'의 정상진은 1955년 12월 문화선전성 부상(副相)으로 소련파 숙청 1차 대상에 포함된 4명 중 한 명이기도 하다.

## 인물
- 허가이
- 박창옥
- 박길룡
- 박영빈
- 임해
- 방학세
- 조기천
- 남일

## 같이 보기
- 조선로동당
- 남로당파
- 갑산파
- 연안파
- 국내파
- 빨치산파(만주파)